# 德魯·泰勒·貝爾
德魯·泰勒·貝爾（Drew Tyler Bell，1986年1月29日—）是美國的一位演員者和舞者。他最著名的作品是在肥皂劇大膽而美麗中飾演Thomas Forrester角色。